# Counting Stars
"Counting Stars"는 미국의 팝 록 밴드 원리퍼블릭의 노래로, 2013년 발매된 세번째 정규 음반 Native의 수록곡이다.